# Danny Blind
Dirk Franciscus "Danny" Blind (Oost-Souburg, Nizozemska, 1. kolovoza 1961.) je nizozemski nogometni trener te bivši i nacionalni reprezentativac. Trenutno je pomoćni trener nizozemske reprezentacije. Otac je Daleyja Blinda.
Cijelu igračku karijeru proveo je u Sparti Rotterdam i Ajaxu dok je s amsterdamskim klubom osvojio sva europska i svjetska klupska natjecanja. Kao nizozemski reprezentativac nastupio je na dva svjetska (1990. u Italiji te 1994. u SAD-u) i dva europska (1992. u Švedskoj i 1996. u Engleskoj) prvenstva.

## Karijera

### Klupska karijera
Blind je prvu profesionalnu utakmicu odigrao 29. rujna 1979. u dresu rotterdamske Sparte. Za klub je nastupao sedam godina nakon čega 1986. prelazi u amsterdamski Ajax gdje ga je trenirao Johan Cruijff. S klubom je osvojio doslovno sva klupska natjecanja koja su se mogla osvojiti (nizozemsko prvenstvo, kup, Superkup, Ligu prvaka, Kup UEFA, Kup pobjednika kupova, Superkup Europe i Interkontinentalni kup).
Igračku karijeru prekinuo je 16. svibnja 1999.

### Reprezentativna karijera
Igrač je bio reprezentativac Nizozemske punih deset godina te je u tom razdoblju s njom nastupio na dva svjetska (1990. i 1994.) te dva europska (1992. i 1996.) prvenstva. Posljednju utakmicu za Oranje odigrao je 22. lipnja 1996. protiv Francuske u četvrtfinalu EURA u Engleskoj. Ondje se nakon 0:0, pitanje pobjednika odlučivalo na jedanaesterce. Blind je bio jedan od izvođača te je realizirao svoj penal, međutim, Nizozemska je na kraju ispala rezultatom 5:4 zbog promašaja Clarencea Seedorfa.

### Trenerska karijera
14. ožujka 2005. Danny Blind je imenovan novim trenerom Ajaxa čime je zamijenio Ronalda Koemana. Prije početka nove sezone 2005./06. Blind je s klubom osvojio nizozemski Superkup pobijedivši PSV Eindhoven s 2:1. Vodeći Ajax, osvojio je i nizozemski kup.
Nakon toga bio je sportski direktor u Sparti Rotterdam dok se 2008. vraća u Ajax gdje je radio kao trenerov asistent tri godine. 2012. imenovan je pomoćnikom nizozemskom izborniku Louisu van Gaalu.
U srpnju 2015. godine je Blind naslijedio Guusa Hiddinka kao izbornik nizozemske reprezentacije.

## Osvojeni trofeji

### Igrački trofeji
| Klub       | Trofej                 | Sezona / godina |
| Nizozemska | Nizozemska             | Nizozemska      |
| ---------- | ---------------------- | --------------- |
| Ajax       | Kup pobjednika kupova  | 1986./87.       |
| Ajax       | Nizozemski kup         | 1987.           |
| Ajax       | Nizozemsko prvenstvo   | 1989./90.       |
| Ajax       | Kup UEFA               | 1991./92.       |
| Ajax       | Nizozemski kup         | 1993.           |
| Ajax       | Johan Cruijff Shield   | 1993.           |
| Ajax       | Nizozemsko prvenstvo   | 1993./94.       |
| Ajax       | Johan Cruijff Shield   | 1994.           |
| Ajax       | Nizozemsko prvenstvo   | 1994./95.       |
| Ajax       | Liga prvaka            | 1994./95.       |
| Ajax       | Superkup Europe        | 1995.           |
| Ajax       | Johan Cruijff Shield   | 1995.           |
| Ajax       | Interkontinentalni kup | 1995.           |
| Ajax       | Nizozemsko prvenstvo   | 1995./96.       |
| Ajax       | Nizozemsko prvenstvo   | 1997./98.       |
| Ajax       | Nizozemski kup         | 1998.           |
| Ajax       | Nizozemski kup         | 1999.           |

### Trenerski trofeji
| Klub       | Trofej               | Sezona / godina |
| Nizozemska | Nizozemska           | Nizozemska      |
| ---------- | -------------------- | --------------- |
| Ajax       | Johan Cruijff Shield | 2005.           |
| Ajax       | Nizozemski kup       | 2006.           |

## Vanjske poveznice
- Football Database.eu